# Rozsdásszárú fülőke
A rozsdásszárú fülőke (Gymnopus dryophilus) az Omphalotaceae családba tartozó, Eurázsiában és Észak-Amerikában elterjedt, erdőkben élő, ehető gombafaj. 

## Megjelenése
A rozsdásszárú fülőke kalapja 3-8 cm széles, alakja fiatalon domború, majd laposan kiterül. Színe fiatalon barna vagy sötétebb vörösbarna, idősebben krémszínű, közepe kissé sötétebb vagy rozsdasárgás, sárgásbarnás; nedvesen sötétebb árnyalatú. Felülete sima, csupasz.
Húsa vékony, törékeny, színe fehéres. Szaga nincs vagy kissé tésztaszerű, íze nem jellegzetes.
Sűrűn álló, keskeny lemezei tönkhöz nőttek vagy felkanyarodók. Színük fehér, később halványsárga.
Tönkje 2-8 cm magas és 0,2-0,4 cm vastag. Alakja hengeres vagy kissé gumós. Színe rozsdabarna vagy kalapszínű. Felülete sima, fénylő. Tövén fehéres vagy hússzínű micéliumszálak lehetnek.
Spórapora fehér. Spórája ellipszis alakú, sima, inamiloid, mérete 5-6,5 x 2,5-3,5 µm.

### Hasonló fajok
Az ehető gombák közül a mezei szegfűgombával téveszthető össze. 

## Elterjedése és termőhelye
Eurázsiában és Észak-Amerikában honos. Magyarországon gyakori. 
Lomberdőkben és fenyvesekben egyaránt megtalálható. Májustól novemberig terem. 
Csak a kalapja ehető, de nem túl ízletes gomba, a tönkjét érdemes leszedni, mert nagyon szívós. Gyulladáscsökkentő bioaktív anyagokat tartalmaz.

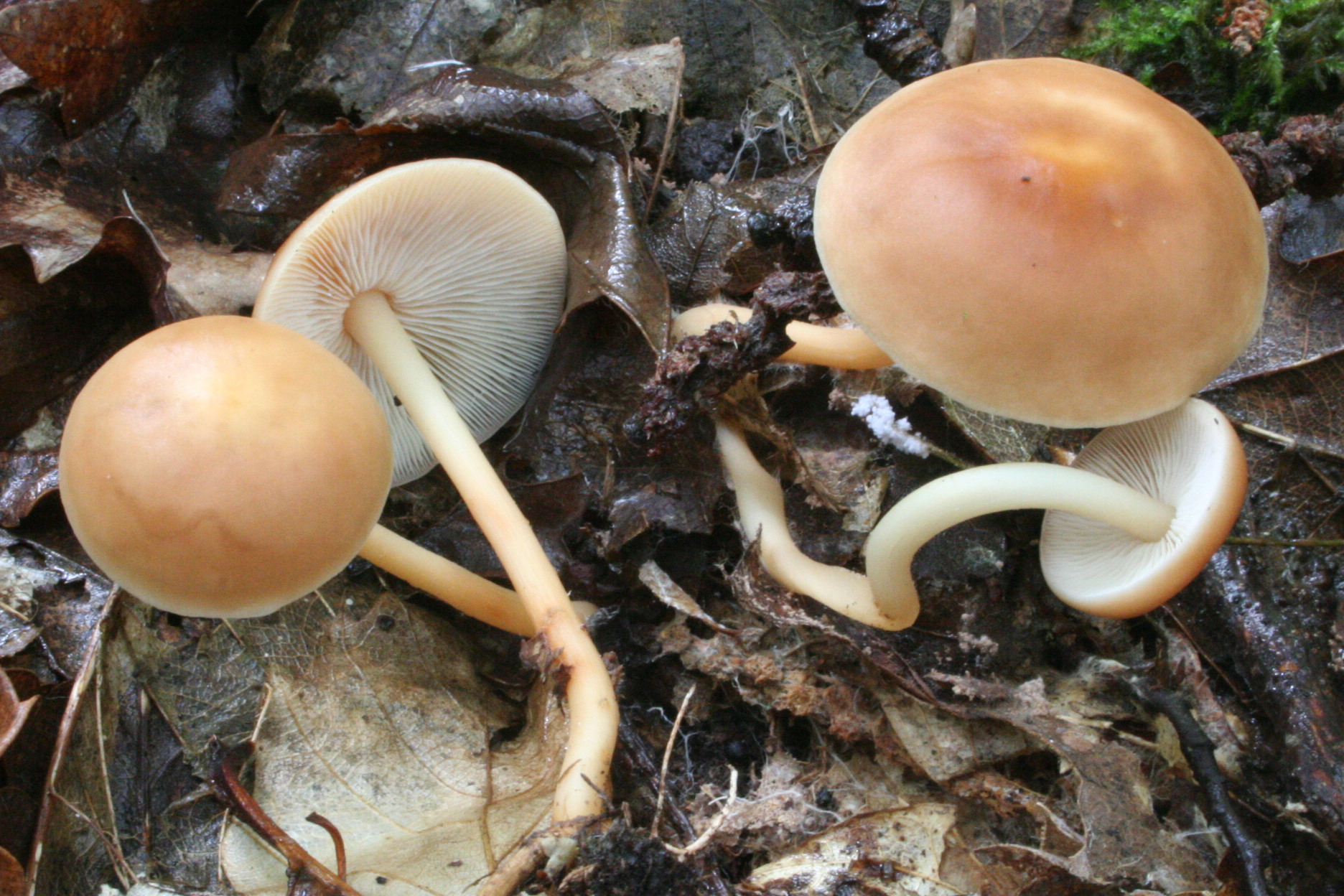
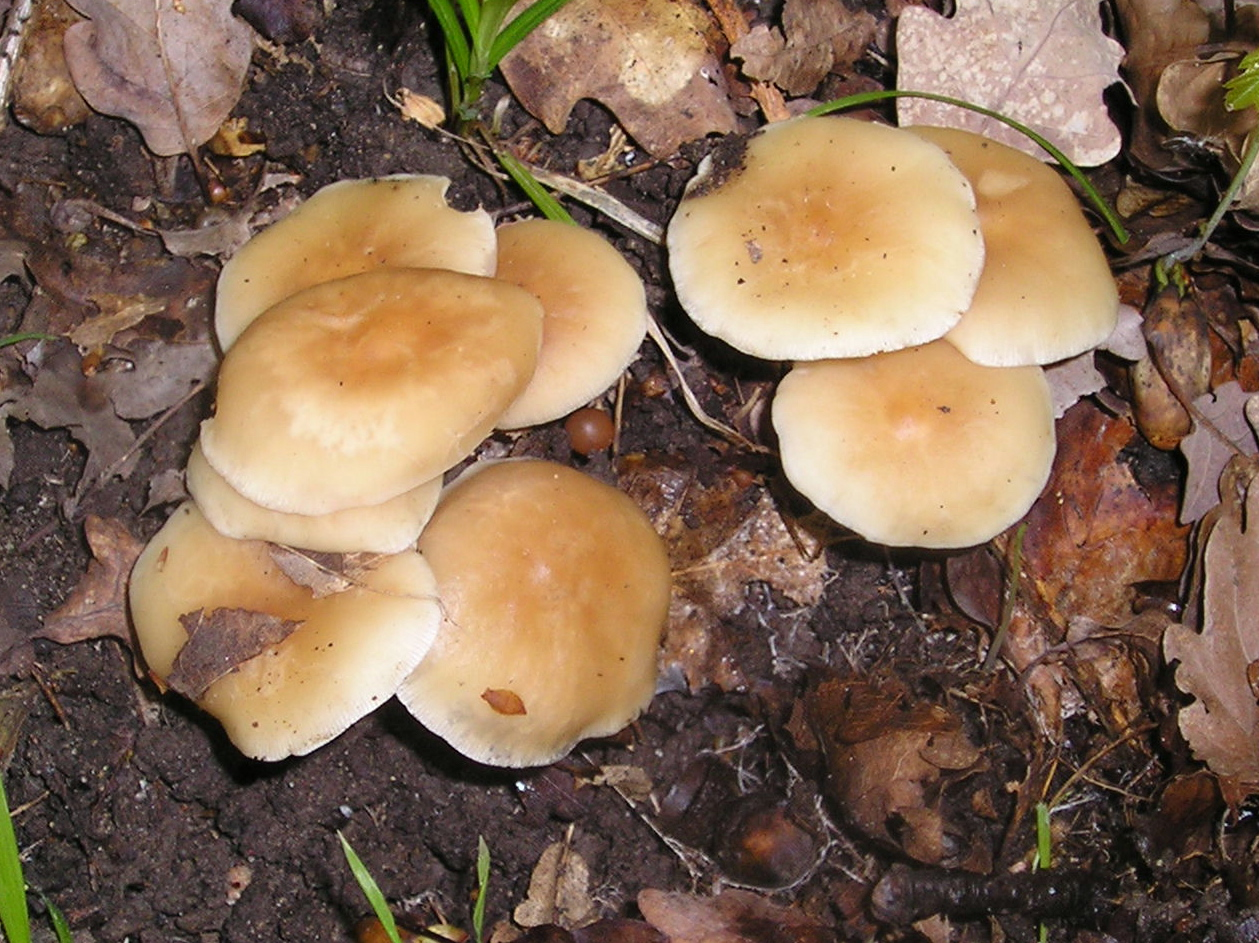
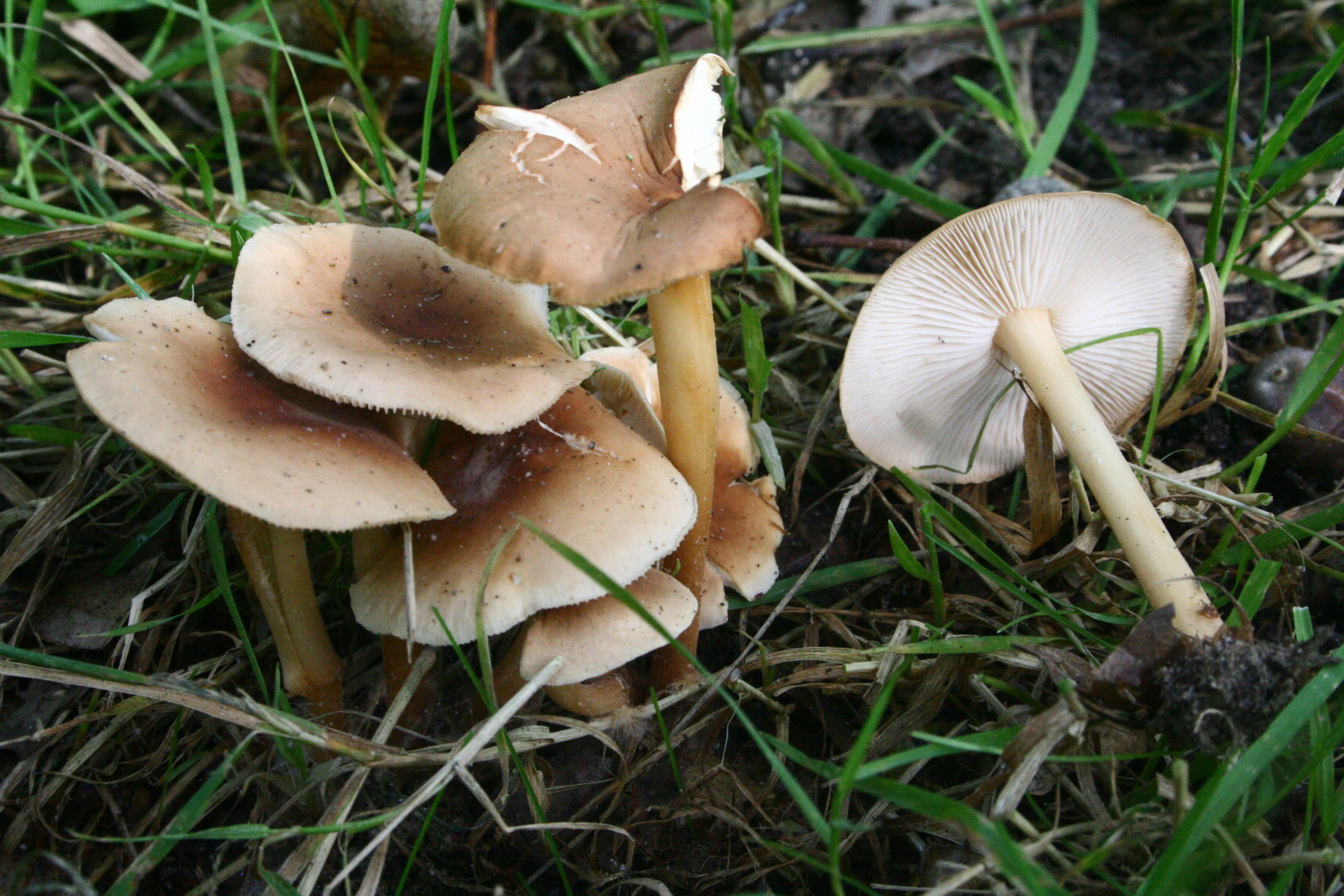
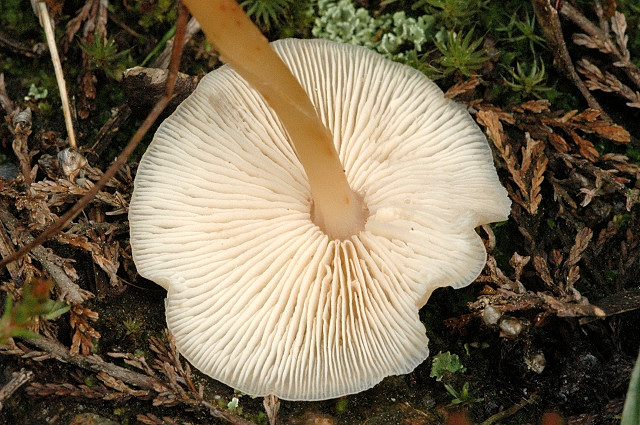
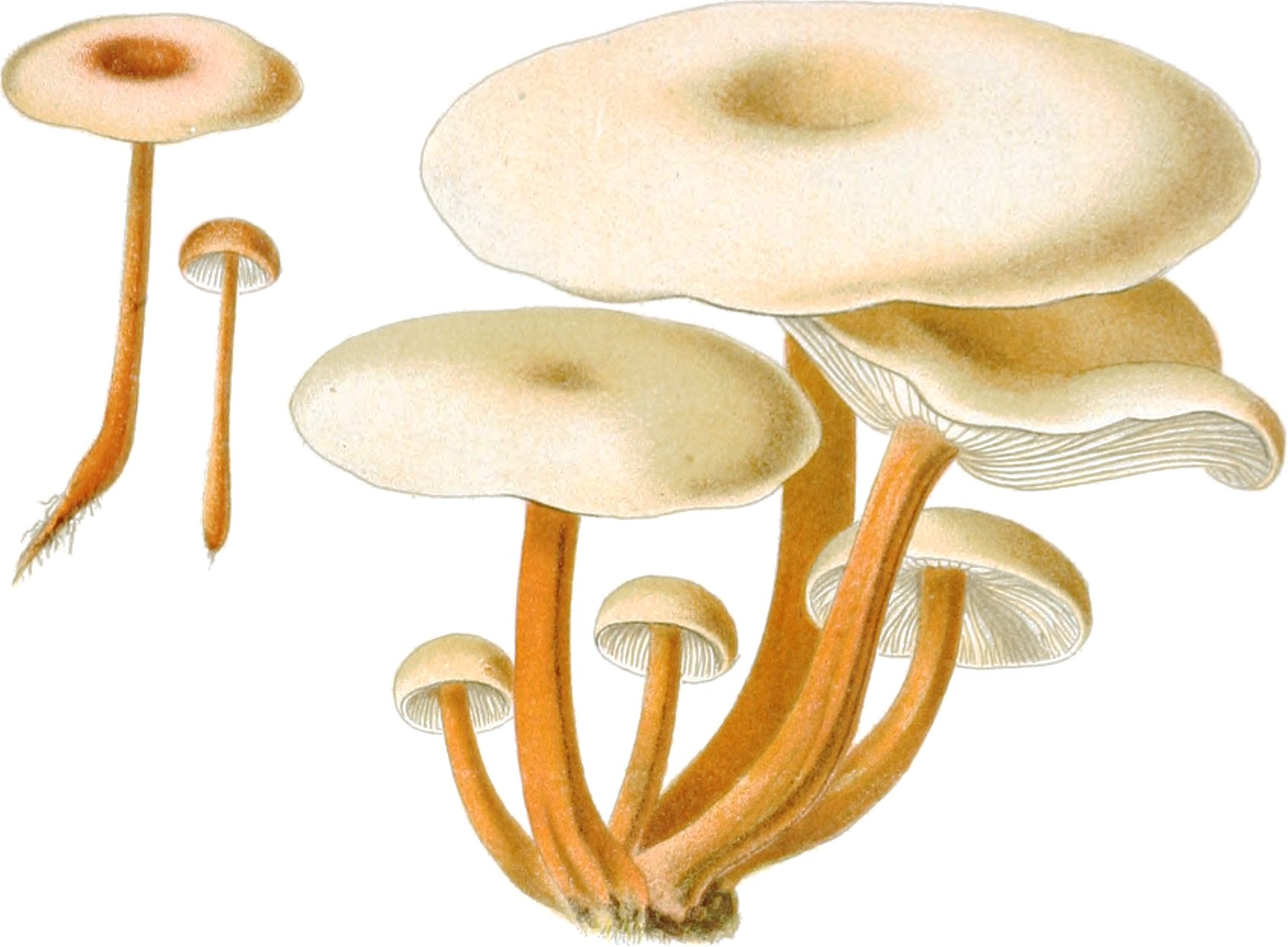